# جائزة إسبانيا الكبرى 1954
جائزة إسبانيا الكبرى 1954 هو سباق فورمولا 1 أقيم بتاريخ 24 أكتوبر 1954 في برشلونة، إسبانيا. كان التاسع من أصل 9 في بطولة العالم لسباقات الفورمولا واحد موسم 1954. حلّ مايك هاوثورن أولا بينما جاء الإيطالي لويجي موسو في المركز الثاني وحصل على المركز الثالث الأرجنتيني خوان مانويل فانجيو.